# Erich Gritzner
Erich Gritzner (Berlijn, 7 april 1874 - Dresden (toenmalige DDR), 10 november 1963) was een Duits jurist en heraut. De zoon van de bekende heraut en heraldicus Maximilian Gritzner en Clara Heling had net als zijn vader belangstelling voor geschiedenis, adelsrecht, heraldiek, orderecht en archieven.
Na een opleiding aan gymnasia in Steglitz en Berlijn volgde hij een studie rechten aan de universiteiten van Berlijn en Leipzig waar hij lid werd van een studentencorps, de "Burschenschaft" met de naam "Roten Löwen". Hij promoveerde in 1901 tot Dr.phil. en maakte een reis door Duitsland en Oostenrijk om de archieven te bezoeken. In 1903 werd hij wetenschappelijk hulpmedewerker aan het Geheime Hoofd en Staatsarchief en het Ernestijnse Huisarchief in Weimar.
Na in 1907 en 1908 in het indertijd Duitse Lotharingen te hebben gewerkt, werd hij in 1908 tot groothertogelijk Saksisch archivaris in Weimar benoemd. Hij verwierf veel kennis van de Saksische en Thüringse geschiedenis en was van 1911 tot 1920 lid van de Saksische Commissie voor Adelskwesties in het Ministerie van Binnenlandse Zaken. Uiteindelijk bracht hij het tot Heraut of "Heroldsmeister" van Saksen. Naast Eduard Heydenreich (1852-1916) is Erich Gritzner de man die de adelsbeleid in Saksen in de 20e eeuw vormgaf.
Gritzner Jr. schreef tal van publicaties over heraldiek en sphragistiek. Hij was lid of erelid van tal van heraldische verenigingen.

## Publicaties
- Grabdenkmäler adeliger Personen auf Kirchhöfen Berlins und seiner Vororte, in: Vierteljahresschrift für Wappen- Siegel- und Familienkunde, Jg.XXVI, Berlijn 1898, Blz.87
- Ein gefälschter Adelsbrief Karl V. von 1520, in: Der Dt. Herold, Berlijn 1911, Blz.93
- Schwarzburgische Standeserhöhungen, in: Familiengeschichtl. Blätter, Jg.XVII, Leipzig 1919, Blz.235
- Mitarbeit am Neuen Siebmacher, Band 7, Berufswappen und die Siegel der deutschen Universitäten, samen met Gustav A Seyler,
- Symbole und Wappen des alten deutschen Reichs, Leipzig 1902
- Heraldik, in: Grundriss der Geschichtswissenschaft, von Aloys Meister, Band I, Abt.4, Leipzig – Berlin
- Die Siegel der deutschen Universitäten in Deutschland, Österreich und Schweiz, Neurenberg 1906

Het archief van Dr. Gritzner wordt in het Hauptstaatsarchiv Dresden bewaard.